# Paa rostandi
Paa rostandi és una espècie de granota que viu al Nepal i, possiblement també, a la Xina i l'Índia.
Està amenaçada d'extinció per la pèrdua del seu hàbitat natural.